# Oleksij Nikitin

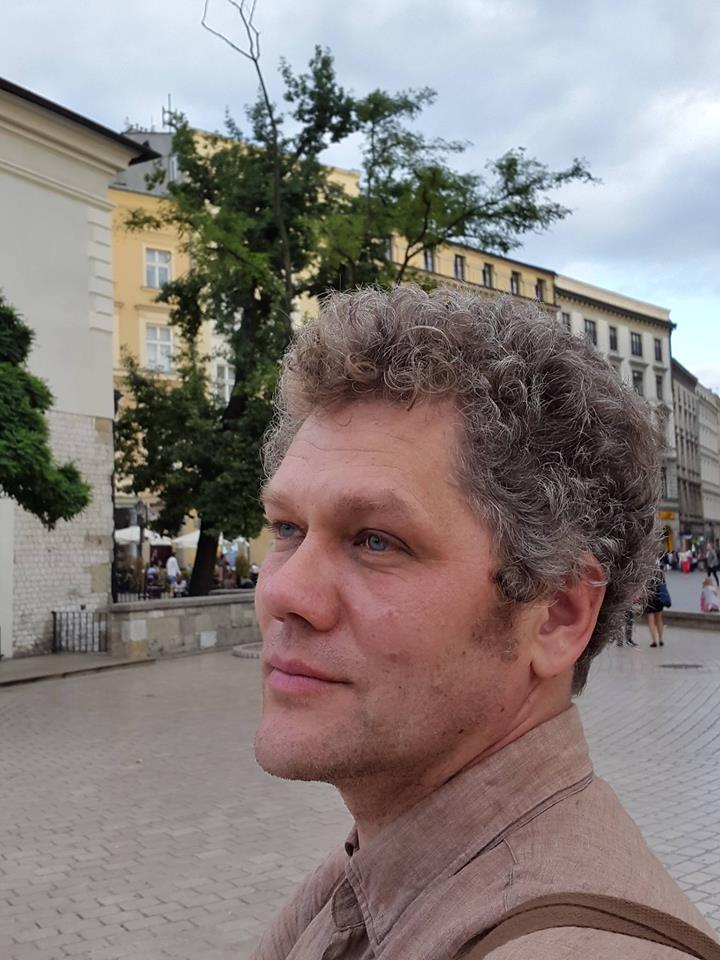
Oleksij Nikitin

Oleksij Nikitin (ukrainisch Олексій Нікітін, wiss. Transliteration Oleksij Nikitin, * 7. Januar 1967 in Kiew) ist ein ukrainischer Schriftsteller russischer Sprache.

## Biografie
Nach Beendigung der naturwissenschaftlichen Schule nahm Oleksij Serhijowytsch Nikitin 1983 an der Schewtschenko-Universität in Kiew das Studium der Physik auf, musste aber 1985 bis 1987 in der Armee seinen Wehrdienst ableisten, und setzte dann sein Studium fort. Von 1990 bis 1992 arbeitete er als Ingenieur im Gebiet der Radiologie, gründete eine Firma, in der er bis 2002 Hightech-Produkte für die ukrainischen Kernkraftwerke, vor allem für den sogenannten Sarkophag von Tschernobyl entwickelte. Später wurde er Journalist und Herausgeber der Literaturzeitschrift Fabula und Redakteur des Almanachs Arergrad (Arière Garde / Nachhut).
Nikitin gehört mit Oleksandr Kabanov und Boris Chersonskij zu den wenigen zeitgenössischen russisch schreibenden Schriftstellern der Ukraine.
Er ist Mitglied des Ukrainischen PEN-Clubs und verheiratet mit der Schriftstellerin Jewhenija Tschupryna.

## Literarisches Wirken
Sein erstes Buch veröffentlichte Nikitin 2000: Die Hand des Vogelfängers. Die Sammlung von Kurzgeschichten wurde 2002 ausgezeichnet.
Niktins beide ersten Romane erschienen in Fortsetzungen in zwei Literaturzeitschriften 2003: Die drei Leben des Sergej Bojarschinow, Bankier und Künstler und Fenster zum Basar. Ab 2011 folgten die Romane Istemi, Mahjong, Victory Park, Der Sanitäter aus der Instytutska-Straße und Im Angesicht des Feuers. Alle Romane spielen in der Lebenszeit des Autors und beschreiben die Umbrüche in Kiew.
Nach dem Euromaidan führte Nikitin in der italienischen Tageszeitung L’Unità ein Ukrainisches Tagebuch (Diario Ucraino).

## Auszeichnungen
- 2002 Wolodymyr-Korolenko-Preis der Zeitschrift Dnipro für Die Hand des Vogelfängers.
- 2013 Russkaja Premija für Victory Park.
- 2024 Scholem-Alejchem-Preis für Bat-Ami.

## Veröffentlichungen

### Romane
- Три жизни Сергея Бояршинова, банкира и художника, in: Raduga 9 und 10 / 2003.
- Окно на базар, in: Družba narodov 6 / 2003.
- Истеми. Ad Marginem, Moskau 2011.
  - Instemi. Übersetzt von Laura Pagliara. Voland, Rom 2013. ISBN 978-88-6243-148-4.
  - Y. T. Melville House, Brooklyn 2016. ISBN  978-1612195124.
- Маджонг. Ad Marginem, Moskau 2012.
  - Маджонг. Übersetzt ins Ukrainische von O. Jakymenko. Fabula, Charkiw 2017. ISBN 978-617-09-3528-1.
- Victory Park. Ad Marginem, Moskau 2014.
  - Victory Park. Übersetzt ins Ukrainische von Viktorija Merenkova. Fabula, Charkiw 2016. ISBN 978-617-09-2935-8.
  - Victory Park. Übersetzt von Anne-Marie Tatsis-Botton. Noir sur blanc, Lausanne 2017.
  - Victory Park. Übersetzt von Laura Pagliara. Voland, Rom 2019. ISBN 978-88-6243-351-8.
- Шкиль-моздиль, in: Družba narodov 1 / 2016 = Санитар с Институтской, Ljuta Sprava, Kiew 2016. ISBN 978-966-97508-7-7.
- От лица огня. Laurus, Kiew 2021. ISBN 978-617-7313-46-4.
  - Бат-Амі. Übersetzt ins Ukrainische von Z. Aleksandrova. Feniks, Kiew 2021. ISBN 978-966-136-816-2.

### Erzählungen
- Рука птицелова. Feniks, Kiew 2000.

### Artikel
Nikitin hat in russischen, ukrainischen, italienischen und französischen Zeitungen und Zeitschriften publiziert.

### Interviews
- Aleksej Rosoveckij: Ich würde meine Bücher gerne in ukrainischen Geschäften sehen. (archiviert) In: vesti-ukr.com, 22. Oktober 2015. (ukrainisch)
- Wladimir Rafeenko: Ukraine – Blutiges Land an der Kreuzung der Zivilisationen. In: focus.ua, 21. September 2016 (russisch)
- Mykyta Hryhorov: Interview mit Oleksij Nikitin, dem Autor des Romans Bat Ami. In: zaxid.net, 12. November 2021 (ukrainisch)